# Callosciurus pygerythrus
Callosciurus pygerythrus är en däggdjursart som först beskrevs av I. Geoffroy Saint Hilaire 1831. Den ingår i släktet praktekorrar och familjen ekorrar.
Artepitet i det vetenskapliga namnet är sammansatt av de latinska orden pygi (bakdel) och erythrus (röd).

## Underarter
Catalogue of Life och Wilson & Reeder (2005) skiljer mellan 7 underarter:
- Callosciurus pygerythrus blythii (Tytler, 1854)
- Callosciurus pygerythrus janetta (Thomas, 1914)
- Callosciurus pygerythrus lokroides (Hodgson, 1836)
- Callosciurus pygerythrus mearsi (Bonhote, 1906)
- Callosciurus pygerythrus owensi (Thomas and Wroughton, 1916)
- Callosciurus pygerythrus pygerythrus (I. Geoffroy Saint-Hilaire, 1833)
- Callosciurus pygerythrus stevensi (Thomas, 1908)

## Beskrivning

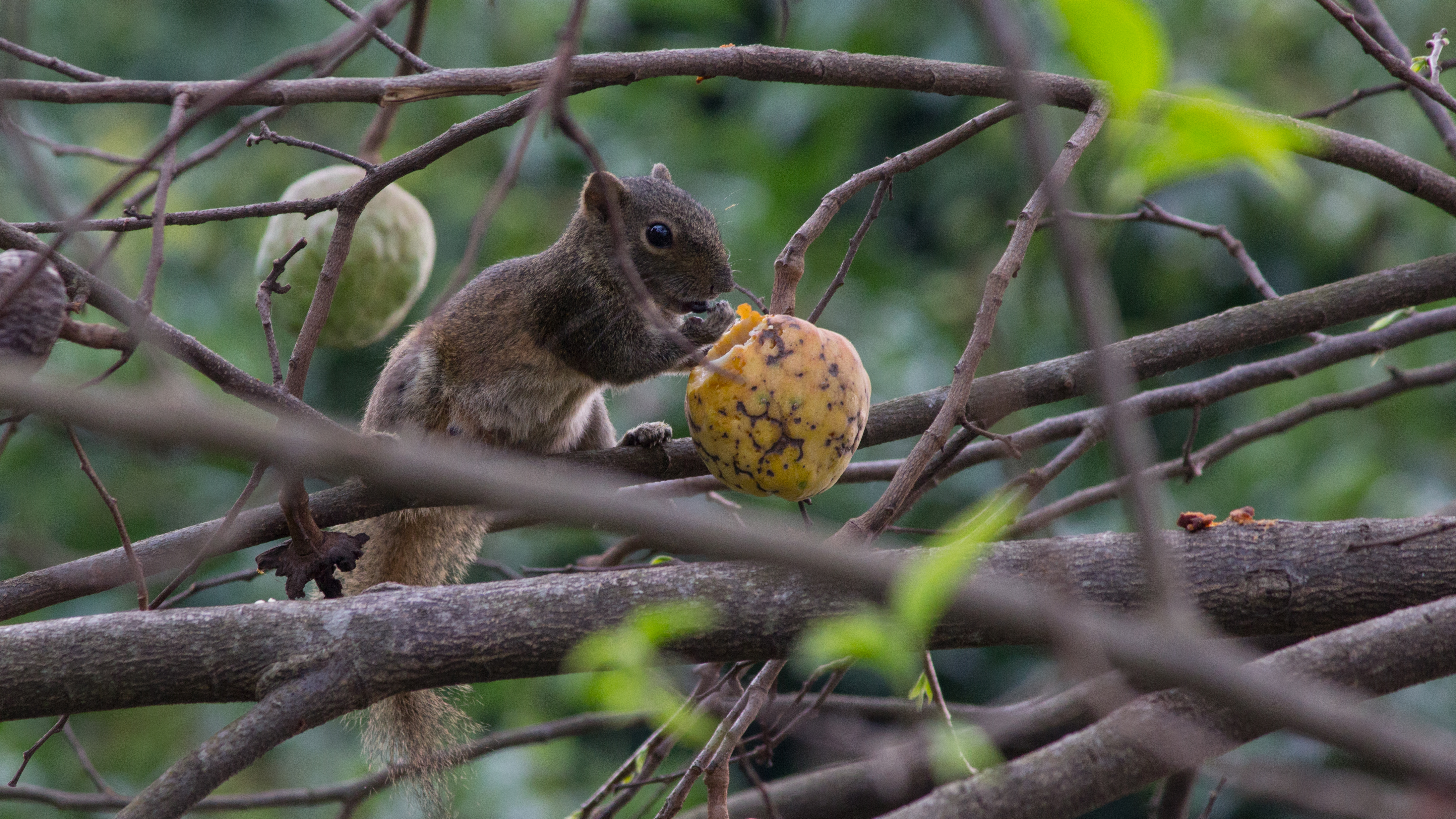
Callosciurus pygerythrus från Västbengalen i nordöstra Indien som äter på en sockerannonafrukt.

Pälsen är mörkt olivbrun på ovansidan, medan buken har en ljust blågrå päls som på sina ställen kan skifta i orangegrått och krämfärgat. Höfterna har en ljusröd fläck på vardera sidan. Svansen är grå med svart spets, medan frambenen och alla fötterna är grå, mörkare än resten av undersidan. Kroppslängden är 19 till 23 cm, exklusive den 11 till 22 cm långa svansen.

## Utbredning
Denna praktekorre förekommer i Nepal, nordöstra Indien, Bhutan, Nepal, Bangladesh samt västra och centrala Myanmar. En separat population finns i södra delen av den kinesiska provinsen Yunnan.

## Ekologi
Arten vistas främst i låga och medelhöga bergstrakter mellan 500 och 1 560 meter över havet. Habitatet utgörs av fuktiga, städsegröna skogar. Callosciurus pygerythrus uppsöker även trädgårdar och odlade områden, speciellt bananplantager och sockerrörssnår.
Individerna är aktiva på dagen och vistas framför allt i trädkronorna. De rör sig främst ensamma, men kan ibland ses i par. Födan består av blommor, gärna från bananplantor, samt insekter.
Honorna får en kull per år med vanligtvis tre eller fyra ungar.

## Hot
Denna ekorre jagas regionalt. Å andra sidan återskapas flera skogar i regionen. IUCN kategoriserar arten globalt som livskraftig.